# Colonia Lázaro Cárdenas, Tezontepec de Aldama
Colonia Lázaro Cárdenas är en ort i Mexiko.   Den ligger i kommunen Tezontepec de Aldama och delstaten Hidalgo, i den sydöstra delen av landet, 80 km norr om huvudstaden Mexico City. Colonia Lázaro Cárdenas ligger 2 077 meter över havet och antalet invånare är 526.
Terrängen runt Colonia Lázaro Cárdenas är huvudsakligen platt, men österut är den kuperad. Runt Colonia Lázaro Cárdenas är det tätbefolkat, med 683 invånare per kvadratkilometer. Närmaste större samhälle är Tula de Allende, 14,9 km sydväst om Colonia Lázaro Cárdenas. Omgivningarna runt Colonia Lázaro Cárdenas är en mosaik av jordbruksmark och naturlig växtlighet.